# Cal Muntades
Cal Muntades és una obra del municipi de Rubí (Vallès Occidental) protegida com a bé cultural d'interès local.

## Descripció
Cal Muntades es troba al centre nord de Rubí, zona on s'assentava la indústria tèxtil de Rubí. Es tracta d'una nau industrial situada entremig d'altres dues mancades d'interès històric o artístic. Constitueix un edifici de planta quadrangular i amb dues plantes; la plataforma de separació entre la planta baixa i la superior està sostinguda per columnes de ferro. Es conserva pràcticament intacta la seva estructura i aspecte originaris de finals del segle xix. Entre filera i filera la plataforma pren la forma d'una volta d'arc rebaixat reforçada per un tensor de ferro horitzontal entre columna i columna. La tanca exterior al conjunt d'edificis manté les seves característiques originals.

## Història
Aquesta fàbrica, fundada per Josep i Francesc Serrat, va començar la seva activitat de producció de teixits de cotó l'any 1891. La primera peça va ser teixida el 1896. Va experimentar dos pics d'activitat: al llarg de la Guerra de Cuba, abans de 1898 i durant la Primera Guerra Mundial. La crisi va arribar l'any 1934, en què va tancar les portes deixant sense feina els 170 treballadors que tenia. Va ser confiscada per les milícies antifeixistes l'any 1936 i s'hi va instal·lar una farinera organitzada per una col·lectiva de flequers, aprofitant material que havien aconseguit al front. Acabada la Guerra va ser comprada pels Espona, els quals amplien el negoci de les farines.